# Димитър Ценович
Димитър Николов Ценович е български националреволюционер и финансист.

## Биография
Димитър Ценович е роден през 1834 г. в град Свищов. Учи в родния си град. На 18 години се преселва в Букурещ. Занимава се със сарафство, лихварство и комисионерство.
Участва дейно в обществено-политическия живот на българската емиграция. Отначало е член на Добродетелната дружина, а след това на Българското общество в Букурещ.
Димитър Ценович е един от основателите на Българския революционен централен комитет (БРЦК) и негов касиер. Подпомага материално българското националноосвободително движение. Участва в подготовката и на Априлското въстание (1876).
Има свое място в културно-образователното дело, като търговец на книги с патриотично съдържание. Помага с пари на Любен Каравелов за организиране издаването на вестник „Свобода“, както и вестник вестник „Тъпан“.
След Освобождението е разорен и работи като адвокат в Княжество България. Умира в Русе през 1915 г.